# Tatiana Tjebykina
Tatiana Gennadjevna Tjebykina (ryska: Татьяна Геннадьевна Чебыкина), född den 22 november 1968 i Sverdlovsk i Sovjetunionen (nu Jekaterinburg i Ryssland), är en rysk före detta friidrottare som tävlade i kortdistanslöpning.
Tjebykinas främsta meriter kom som en del av ryska stafettlag på 4 x 400 meter. Vid VM 1999 i Sevilla vann hon tillsammans med Svetlana Gontjarenko, Olga Kotljarova och Natalia Nazarova guld. Hon blev även tre gånger världsmästare inomhus på 4 x 400 meter. 
Individuellt så är hennes främsta merit att hon blev bronsmedaljör på 400 meter vid inomhus-EM 1996 i Stockholm.

## Personliga rekord
- 400 meter - 51,01